# Malampa
Malampa je pokrajina u državi Vanuatu u južnom Pacifiku.

## Etimologija
Isto kao kod ostalih šest pokrajina Vanuatua, njeno ime umjetna je tvorevina i sastoji se od početnih slova otoka koje čine tu pokrajinu: Malakula, Ambrym i Paama.

## Zemljopis
Smještena je južno od pokrajina Sanma i Penama te sjeverno od pokrajine Shefa. Osim ova tri velika otoka tu su još smješteno i Uripiv, Norsup, Rano, Wala, Atchin, Vao i Lopevi. Glavni grad provincije je Lakatoro.

### Otoci
| Ime              | Broj stanovnika | Površina u km2 |
| ---------------- | --------------- | -------------- |
| Akhamb           | 646             |                |
| Ambrym           | 7 275           | 678            |
| Arseo            | 0               |                |
| Atchin           | 738             |                |
| Avock            | 241             |                |
| Khoti            | 14              |                |
| Lopevi           | 0               |                |
| Malakula         | 22 934          | 2 041          |
| Otoci Maskelynes | 1 022           |                |
| Norsup           | 88              |                |
| Paama            | 1 627           |                |
| Rano             | 304             |                |
| Tomman           | 253             |                |
| Uri              | 28              |                |
| Uripiv           | 384             |                |
| Vao              | 898             |                |
| Wala             | 270             |                |

## Stanovništvo
Provincija ima 36.000 stanovnika na području od 2779 km².